# Burlit
Burlit (en rus: Бурлит) és un poble del krai de Primórie, a l'Extrem Orient de Rússia, que en el cens del 2010 tenia 223 habitants.